# Население на Габон
Населението на Габон според последното преброяване от 2013 г. е 1 811 079 души.

## Численост
Численост на населението според преброяванията през годините:
| Година | Численост |
| 1980   | 789 978   |
| 1993   | 1 014 976 |
| 2003   | 1 517 685 |
| 2013   | 1 811 079 |

## Възрастова сткруктура
(2006)
- 0-14 години: 42,1 % (мъже 300 914 / жени 299 141)
- 15-64 години: 53,9 % (мъже 383 137 / жени 384 876)
- над 65 години: 4 % (мъже 23 576 / жени 33 262)

## Коефициент на плодовитост
- 2006: 4,74
- 2009: 4,33

## Расов състав
- 87,2 % – черни
- 11,8 % – бели

## Религия
- 73 % – християни
- 12 % – мюсюлмани
- 10 % – местни религии